# David Hemblen
David Hemblen (Londra, 16 settembre 1941 – Toronto, 16 novembre 2020) è stato un attore e doppiatore britannico.
Attivo in campo televisivo, cinematografico e teatrale, ha preso parte a diverse serie televisive canadesi nel corso della sua carriera quali Earth: Final Conflict, A Nero Wolfe Mystery e Nikita.
Nel 2006 ha doppiato Night Master in due episodi della serie televisiva Yin Yang Yo!
Ha vissuto a Toronto, in Ontario.

## Filmografia parziale

### Cinema
- Corto circuito 2 (Short Circuit 2), regia di Kenneth Johnson (1988)
- Maximum Risk, regia di Ringo Lam (1996)
- Il dolce domani (The Sweet Hereafter), regia di Atom Egoyan (1997)

### Televisione
- Piccoli brividi (Goosebumps) – serie TV, episodio 2x08 (1996)
- La fuggitiva (Jane Doe), regia di Kevin Elders – film TV (2001)

## Doppiatori italiani
- Carlo Bonomi in Piccoli brividi